# Gale Galew
Gale Galew (mac. Гале Галев; ur. 11 lutego 1943 w Sačevie) – jugosłowiański i północnomacedoński prawnik, minister edukacji w latach 1999–2000, następnie minister edukacji i nauki w 2000 roku. Autor ponad 120 prac naukowych z zakresu prawa cywilnego.

## Życiorys
W 1971 roku został asystentem na Uniwersytecie Świętych Cyryla i Metodego w Skopju, a w 1979 roku rozpoczął pracę wykładowcy prawa majątkowego. W 1989 roku ukończył na tej uczelni studia doktorskie z zakresu prawa, jednocześnie w tym roku został wybrany na stanowisko adiunkta, następnie profesora nadzwyczajnego (1994) oraz zwyczajnego (1999). Pełnił również funkcję prodziekana Wydziału Prawa Uniwersytetu Świętych Cyryla i Metodego w Skopju oraz prorektora tejże uczelni. Poza uczelnią pracował także jako arbiter w jednym z macedońskich sądów oraz należał do grona wydawnictwa czasopisma Prawnik (mac. Правник).
28 grudnia 1999 roku objął funkcję ministra edukacji, a 31 lipca 2000 roku stanął na czele połączonego Ministerstwa Edukacji i Nauki; zakończył pełnienie tejże funkcji w dniu 1 listopada tegoż roku.